# ليزلي جونز (ممثلة)
ليزلي جونز (بالإنجليزية: Leslie Jones)‏ هي ممثلة أمريكية، ولدت في 7 سبتمبر 1967 بممفيس في الولايات المتحدة.

## أعمال

### أفلام
- (2014) أفضل خمسة[6]
- (2015) عقول مدبرة
- (2015) كارثة
- (2016) صائدو الأشباح[7][8]
- (2016) هواة الغناء[9][10]

## وصلات خارجية
- ليزلي جونز على موقع IMDb (الإنجليزية)
- ليزلي جونز على موقع روتن توميتوز (الإنجليزية)
- ليزلي جونز على موقع ألو سيني (الفرنسية)
- ليزلي جونز على موقع ميوزك برينز (الإنجليزية)
- ليزلي جونز على موقع قاعدة بيانات الفيلم (الإنجليزية)